# هنر کاربردی

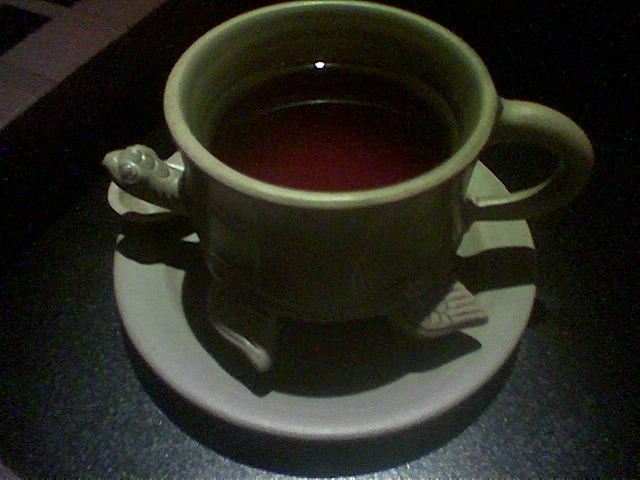
مثالی از یک فنجان که شکل لاک‌پشت را مجسم می‌کند

هنر کاربردی (به انگلیسی: Applied art)، کاربرد طراحی و زیبایی‌شناسی با هدف کارایی و استفادهٔ روزمره است. در حالی‌که هنرهای زیبا برای تحریک فکری نظاره‌گر یا حساسیت‌های دانشگاهی ایفای نقش می‌کنند، هنرهای کاربردی، طراحی و آرمان‌های خلاق را با مقصود کاربردپذیری به هم می‌آمیزند؛ همچون فنجان، مجله یا نیمکت تزئینی پارک. بخش قابل توجهی از حوزهٔ هنرهای کابردی و هنرهای تزئینی روی هم می‌افتند؛ و تا حدودی این دو عبارات جایگزین هستند.
حوزه‌های طراحی صنعتی، طراحی گرافیک، طراحی مد، طراحی داخلی، هنر تزئینی و هنر عملکردی به عنوان هنرهای کاربردی به شمار می‌آیند. در زمینهٔ هنر خلاق و/یا انتزاعی، حوزه‌های معماری و عکاسی، به عنوان هنرهای کاربردی در نظر گرفته می‌شوند.
در واقع منظور از هنرهای کاربردی، هنرهایی است که نخست کارکرد و سودمندی آن‌ها اهمیت دارد و هدف از خلقشان کاربردشان بوده است.

## جنبش‌ها
- آرت دکو
- آرت نوو
- جنبش هنر و پیشه